# Cynoglossus broadhursti
 Cynoglossus broadhursti és un peix teleosti de la família dels cinoglòssids i de l'ordre dels pleuronectiformes que viu a l'oest i al sud d'Austràlia.